# Ksienija Doronina
Ksienija Doronina (ros. Ксения Доронина, ur. 20 października 1990 w Moskwie) – rosyjska łyżwiarka figurowa. Dwukrotna zdobywczyni złotego medalu na Mistrzostwach Rosji (2007, 2008), na Mistrzostwach Europy zajęła 28 i 9 miejsce.

## Największe osiągnięcia
| Wydarzenie                         | 2004-2005 | 2005-2006 | 2006-2007 | 2007-2008 |
| ---------------------------------- | --------- | --------- | --------- | --------- |
| Mistrzostwa Europy                 |           |           | 28th      | 9th       |
| Mistrzostwa Rosji                  | 7th       | 13th      | 1st       | 1st       |
| Mistrzostwa Rosji Juniorów         |           |           | 3rd       |           |
| Coupe de Nice                      |           |           |           | 7th       |
| Junior Grand Prix, Chinese Taipei] |           |           | 6th       |           |
| Junior Grand Prix, Japan]          |           | 13th      |           |           |
| Junior Grand Prix, Andorra]        |           | 8th       |           |           |